# George Lyttelton (4e baron Lyttelton)
George William Lyttelton, 4e baron Lyttelton, 4e baron Westcote, (31 mars 1817 - 19 avril 1876) est un aristocrate britannique et homme politique conservateur de la famille Lyttelton. Il est président de la Canterbury Association, qui encourage les colons britanniques à s'installer en Nouvelle-Zélande.

## Jeunesse
Lyttelton est le fils aîné de William Lyttelton (3e baron Lyttelton), et Sarah Spencer, fille de George Spencer (2e comte Spencer). Il fait ses études au Collège d'Eton et Trinity College, Cambridge. Il succède à son père comme quatrième baron Lyttelton en 1837 et prend son siège à la Chambre des lords le jour de son 21e anniversaire un an plus tard. Le siège de Lyttelton est Hagley Hall dans le Worcestershire.

## Carrière politique
En janvier 1846, Lyttelton devient sous-secrétaire d'État à la Guerre et aux Colonies au sein du gouvernement conservateur de Robert Peel, poste qu'il occupe jusqu'à la chute du gouvernement en juin de la même année. Lyttelton est également Lord Lieutenant du Worcestershire de 1839 à 1876 et le premier président du Birmingham and Midland Institute en 1854. De plus, il favorise l'établissement (à partir de 1850) de Canterbury, en Nouvelle-Zélande, avec des colons anglicans. Le port de Canterbury porte son nom. Il est président de la British Chess Association au moment de la controverse Staunton – Morphy en 1858 . Il est nommé Chevalier Commandeur de l'Ordre de Saint-Michel et Saint-Georges (KCMG) lors des honneurs d'anniversaire de 1869.

## Famille

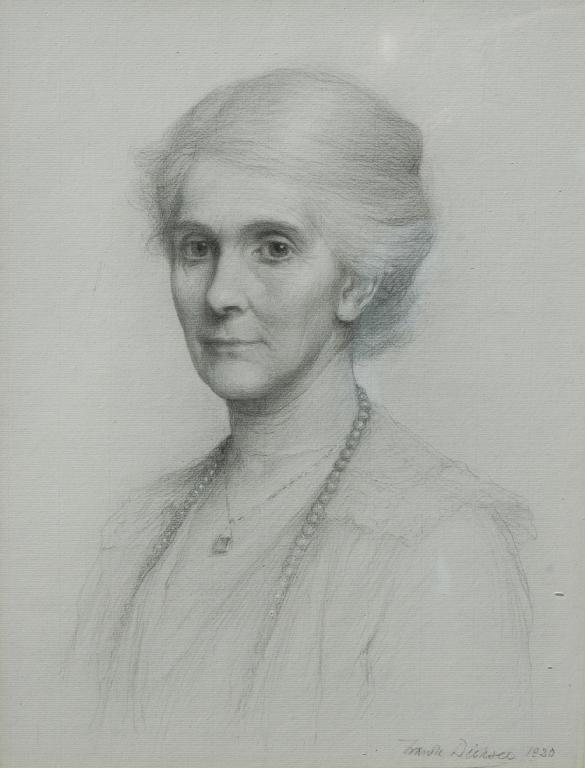
Hon. Lavinia Lyttelton (1920) par Frank Bernard Dicksee

Lord Lyttelton épouse en 1839, Mary Glynne, fille de Stephen Glynne, 8e baronnet, et belle-sœur de William Ewart Gladstone. Ils ont huit fils et quatre filles:
- Meriel Sarah Lyttelton (1840-1925) épouse John Gilbert Talbot et est la mère de Meriel Talbot.
- Lucy Caroline Lyttelton (1841-1925), épouse Frederick Cavendish. Le Lucy Cavendish College de Cambridge porte son nom.
- Charles Lyttelton (8e vicomte Cobham) (1842-1922) succède à son père.
- Albert Victor Lyttelton (1844-1928), directeur de l'école St Andrew's, Bloemfontein (1884-1885).
- Neville Lyttelton (1845-1931) est devenu général dans l'armée britannique.
- George William Spencer Lyttelton (en) (1847-1913) fonctionnaire britannique et secrétaire particulier de Gladstone.
- Lavinia Lyttelton (1849-1939), épouse le très révérend Edward Talbot (évêque) et est l'arrière-arrière-grand-mère de l'aventurier Bear Grylls.
- May Lyttelton (1850-1875), qu'Arthur Balfour avait espéré épouser. Balfour est resté célibataire par la suite.
- Arthur Lyttelton (1852-1903), évêque anglican
- Robert Lyttelton (en) (1854-1939), joueur de cricket.
- Edward Lyttelton (1855-1942), est devenu directeur au Collège d'Eton
- Alfred Lyttelton (1857-1913), sportif et homme politique.

Après la mort de Mary en 1857, Lyttelton épouse, en secondes noces, Sybella Harriet Clive, fille de George Clive, en 1869. Ils ont trois filles:
- Sarah Kathleen Lyttelton (12 mai 1870-1er octobre 1942); elle épouse John Bailey le 26 avril 1900.
- Sybil Lyttelton (17 février 1873-2 octobre 1934); elle épouse Lionel Cust le 16 juillet 1895. Ils ont eu un fils:
  - Lionel George Arthur Cust (6 juin 1896-22 mai 1962)[3]
- Hester Margaret Lyttelton (26 décembre 1874-26 mars 1958); elle épouse Cyril Alington le 5 avril 1904. Ils ont six enfants.

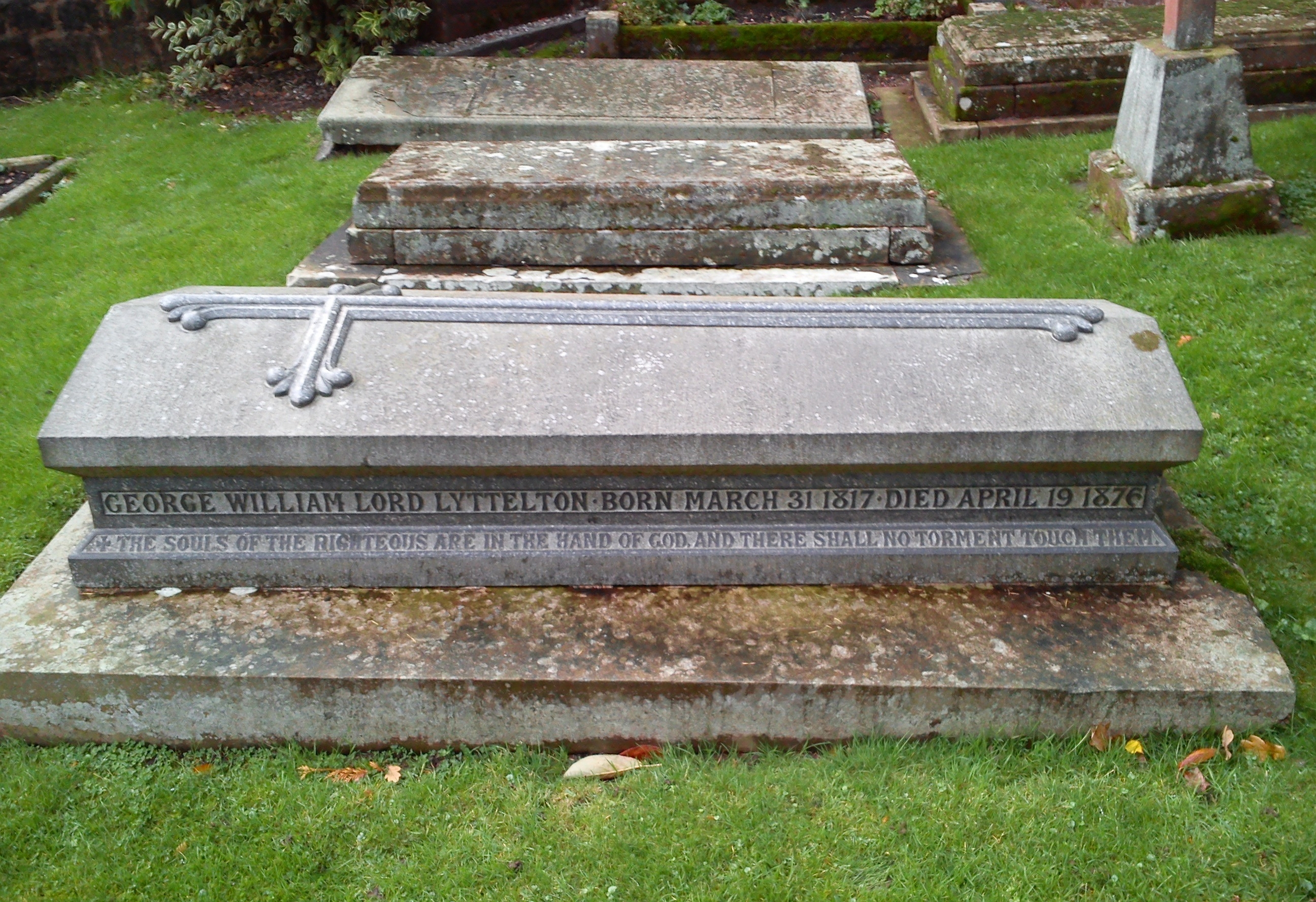
Église Saint-Jean-Baptiste, Hagley, tombe du 4e baron Lyttelton et de sa deuxième épouse Sybella Harriet (née Clive).

En 1876, Lyttelton se suicide à l'âge de 59 ans en se jetant dans les escaliers d'une maison de Londres. Son fils aîné Charles, qui a plus tard également hérité de la vicomté de Cobham lui succède. Lady Lyttelton est décédée en 1900.